# Lijst van personen uit Sydney
Deze chronologische lijst van personen uit Sydney bevat mensen die in deze Australische stad zijn geboren.

## Voor 1900
- John Peter Russell (Darlinghurst, 1858-1930), impressionistisch schilder
- Jack Lang (1876–1975), politicus
- Vere Gordon Childe (1892-1957), filoloog, archeoloog
- Freda Du Faur (1882-1935), alpiniste
- Norman Thomas Gilroy (1896-1977), kardinaal en aartsbisschop

## 1900–1919
- William McMahon (1908-1988), politicus; 20e premier van Australië
- Murray Ross (1910-2000), Canadees hoogleraar en universiteitsbestuurder
- John Cornforth (1917-2013), Brits organisch chemicus en Nobelprijswinnaar (1975)

## 1920–1929
- Robert Klippel (1920–2001), beeldhouwer
- Michael Pate (1920-2008), filmregisseur
- Edward Idris Cassidy (1924-2021), (curie)kardinaal en nuntius
- James Clavell (1924-1994), Brits-Amerikaans roman- en scenarioschrijver en filmproducent
- Catherine Hamlin (1924–2020), verloskundige en gynaecoloog
- Reg Lindsay (1929-2008), country- en westernzanger

## 1930–1939
- Beryl Penrose (1930), tennisspeelster
- Tom Phillis (1931–1962), motorcoureur
- James Wolfensohn (1933-2020), Amerikaans bankier en topfunctionaris
- David Forbes (1934-2022), zeiler
- Ken Rosewall (1934), tennisspeler
- Ron Taylor (1934-2012), onderwaterfilmer en haai-expert
- Fleur Mellor (1936), atleet
- Dawn Fraser (1937), olympisch zwemkampioene
- Kel Carruthers (1938), motorcoureur
- Roslyn Pesman-Cooper (1938), hoogleraar, publiciste en wetenschapster
- Robert Hughes (1938-2012), historicus, kunstcriticus en programmamaker
- Ray Warleigh (1938-2015), jazzmuzikant
- Thomas Anderson (1939–2010), zeiler

## 1940–1949
- David Walker (1941-2024), autocoureur
- Judith Clarke (1943), schrijver
- Ross Edwards (1943), componist
- John Flanagan (1944), schrijver (De Grijze Jager)
- John Newcombe (1944), tennisser
- Paul Scully-Power (1944), Amerikaans astronaut
- Peter Weir (1944), filmregisseur
- Thaao Penghlis (1945), acteur
- Noel Ratcliffe (1945-2024), golfer
- Colin Burgess (1946-2023), drummer
- Gabrielle Lord (1946), auteur van detective- en psychologische thrillers
- Fiona Stanley (1946), epidemioloog
- Bryan Brown (1947), film- en televisieacteur
- Mike Wenden (1949), zwemmer

## 1950–1959
- Virginia Hey (1952), actrice
- James Moloney (1954), schrijver
- Shane Gould (1956), olympisch zwemkampioene
- Andrew Lesnie (1956-2015), cameraregisseur
- Peter Cain (1958), kunstschaatser
- Dale Barlow (1959), jazz-instrumentalist en componist

## 1960–1969
- Michael Hutchence (1960-1997), zanger INXS
- Graeme Rutjes (1960), Nederlands voetballer
- Lee Smith (1960), filmmonteur
- Anthony Albanese (1963), politicus
- Graham Arnold (1963), voetballer
- Mitch Booth (1963), zeiler
- Richard Keldoulis (1963), ondernemer
- Marc Newson (1963), designer
- Gia Carides (1964), actrice
- Matt Ryan (1964), ruiter
- Rob Dougan (1965), componist
- David Wenham (1965), acteur
- Anita Donk (1966), Nederlands actrice
- Craig Gillespie (1967), film- en televisieregisseur
- Peter Kelamis (1967), (stem)acteur en komiek
- Hugh Jackman (1968), acteur
- Julian McMahon (1968-2025), acteur
- Jaclyn Moriarty (1968), schrijfster van jeugdliteratuur
- Michelle Jaggard (1969), tennisspeelster
- Simon Whitlock (1969), darter

## 1970–1979
- Sandon Stolle (1970), tennisspeler
- Dominique Sutton (1970), beeldhouwster
- Peta Wilson (1970), actrice en fotomodel
- Matthew Bingley (1971), voetballer
- Todd Woodbridge (1971), tennisser
- Nedijeljko Zelić (1971), voetballer
- Claudia Black (1972), actrice
- Matthew Breeze (1972), voetbalscheidsrechter
- Michael Diamond (1972), schutter
- Nick Gates (1972), wielrenner
- Željko Kalac (1972), voetballer
- David Michôd (1972), regisseur, scenarioschrijver en acteur
- Paul Okon (1972), voetballer
- Mark Schwarzer (1972), voetballer
- Alyson Annan (1973), hockeyster en hockeycoach
- Catherine Barclay (1973), tennisspeelster
- Tony Popović (1973), voetballer
- Alvin Ceccoli (1974), voetballer
- Michael Hill (1974), tennisspeler
- Chris McCormack (1974), triatleet
- Nathan O'Neill (1974), wielrenner
- David Zdrilić (1974), voetballer
- Ante Čović (1975), voetballer
- Brett Hawke (1975), zwemmer
- Natalie Imbruglia (1975), actrice en zangeres
- Craig Moore (1975), voetballer
- Markus Zusak (1975), schrijver
- Bradley McGee (1976), wielrenner
- Nina Liu (1977), Australische actrice van Chinese afkomst
- Rebecca St. James (1977), Amerikaans (musical)actrice, schrijfster en zangeres
- Nicole Hackett (1978), triatlete
- Harry Kewell (1978), voetballer
- Lucas Neill (1978), voetballer
- Keir O'Donnell (1978), acteur
- Massimiliano Vieri (1978), voetballer
- Tim Cahill (1979), voetballer
- James Chapman (1979), roeier
- Joel Houston (1979), zanger en evangelist
- Michael Kingma (1979), basketbalspeler
- Michael Masi (1979), wedstrijdleider
- Zoe Naylor (1979), actrice
- Anthony Šerić (1979), voetballer
- Mark Williams (1979), volleybal- en beachvolleybalspeler
- Lindsay Wilson (1979), voetballer

## 1980–1989
- Eddy Bosnar (1980), voetballer
- Joanne Carter (1980), kunstschaatsster
- Jason Čulina (1980), voetballer
- Daniel MacPherson (1980), acteur, presentator, triatleet
- Rhys Pollock (1980), wielrenner
- Craig Stevens (1980), zwemmer
- Josh Ross (1981), atleet
- Michael Beauchamp (1981), voetballer
- Nick Carle (1981), voetballer
- Ahmad Elrich (1981), voetballer
- Daniel Lissing (1981), acteur
- Toby Leonard Moore (1981), acteur
- Daisy Betts (1982), actrice
- Rachel Neylan (1982), wielrenster
- Jana Pittman (1982), atlete
- Sam Sparro (1982), singer-songwriter, muziekproducent en voormalig jeugdacteur
- Yvonne Strahovski (1982), actrice
- Miranda Kerr (1983), model
- David Carney (1983), voetballer
- Rebecca Cartwright (1983), actrice
- Lara Davenport (1983), zwemster
- Sharni Vinson (1983), model en actrice
- Holly Crawford (1984), snowboardster
- Delta Goodrem (1984), actrice en zangeres
- Mile Jedinak (1984), Australisch-Kroatisch voetballer
- Todd Reid (1984–2018), tennisspeler
- Melissa Gorman (1985), zwemster
- Mark Milligan (1985), voetballer
- Matt Abood (1986), zwemmer
- Sally Pearson (1986), atlete
- Rebel Wilson (1986), actrice en stand-upcomedian
- Brittany Byrnes (1987), actrice
- Dean Lewis (1987), singer-songwriter
- Nikki Webster (1987), zangeres
- Oliver Bozanic (1989), voetballer
- Richard Lang (1989), wielrenner
- Phoebe Tonkin (1989), actrice

## 1990–1999
- Iggy Azalea (1990), rapper
- Ryan Napoleon (1990), zwemmer
- Tammi Patterson (1990), tennisspeelster
- Matt Reid (1990), tennisspeler
- Danielle Scott (1990), freestyleskiester
- Indiana Evans (1990), actrice
- Aaron Mooy (1990), Australisch-Nederlands voetballer
- Tomi Jurić (1991), Australisch-Kroatisch voetballer
- Johanna Konta (1991), Brits tennisster
- Katie Goldman (1992), zwemster
- Massimo Luongo (1992), voetballer
- Samantha Marshall (1992), zwemster
- Dimitri Petratos (1992), voetballer
- Alycia Debnam-Carey (1993), actrice
- Mustafa Amini (1993), voetballer
- Natasha Liu Bordizzo (1994), actrice
- Ashton Irwin (1994), drummer, zanger
- Christopher O'Connell (1994), tennisser
- Jordan Thompson (1994), tennisspeler
- Jarryd Hughes (1995), snowboarder
- Michael Gordon Clifford (1995), gitarist, zanger
- Montaigne (1995), zangeres
- Calum Hood (1996), bassist, zanger
- Ami Matsuo (1996), zwemster
- Luke Hemmings (1996), zanger
- Josie Talbot (1996), wielrenster
- Harley Windsor (1996), kunstschaatser
- Hal Cumpston (1999), acteur
- Eliza Scanlen (1999), actrice

### Vanaf 2000
- Josh Green (2000), basketballer
- Ivana Popovic (2000), tennisspeelster
- Alice Robinson (2001), Nieuw-Zeelands alpineskiester
- Zoi Sadowski-Synnott (2001), Nieuw-Zeelands snowboardster
- Joseph Zada (2005), acteur
- Daniela Galic (2006), voetbalster